# Bulls de Durham
Ne pas confondre avec le film Bull Durham.
Les Bulls de Durham (en anglais : Durham Bulls) sont une équipe de ligue mineure de baseball basée à Durham (Caroline du Nord, États-Unis). 
Fondée le 18 mars 1902, la formation évolue depuis 1995 au Durham Bulls Athletic Park (10 000 places). Affiliés depuis 1999 à la formation de MLB des Rays de Tampa Bay, les Bulls jouent au niveau Triple-A en International League. Les Bulls accèdent à ce niveau en 1999, après avoir joué notamment en Simple-A dans la Carolina League de 1945 à 1967, puis de 1980 à 1997. 

## Histoire
La franchise des Bulls de Durham fut fondée le 18 mars 1902. Un rapprochement a lieu entre les équipes voisines de Raleigh, les Pirates de Raleigh (en), et Durham ; et l'équipe adopta provisoirement le nom de Mets de Raleigh-Durham en 1968, de Phillies de Raleigh-Durham en 1969 puis de Triangles de Raleigh-Durham de 1970 à 1971. L'équipe cesse ses activités de 1972 à 1979 puis retrouve son nom d'origine et sa place en Carolina League en 1980.
En 1988, Kevin Kostner, Susan Sarandon et Tim Robbins sont les héros d'un film consacré au baseball en ligue mineure : Duo à trois (Bull Durham). Ce film qui connut un grand succès attira l'attention sur le club.

## Palmarès
- Champion de l'International League (AAA) : 2002, 2003, 2009,2013,2017 et 2018 .
- Vice-champion de l'International League (AAA) : 1998, 1999 et 2007.
- Champion de la Carolina League (A) : 1957, 1967 et 1969.
- Vice-champion de la Carolina League (A) : 1946, 1952, 1962, 1965, 1968, 1982 et 1989.
- Champion de la Piedmont League : 1924, 1929 et 1941.
- Champion de la North Carolina State League : 1917.

## Galerie

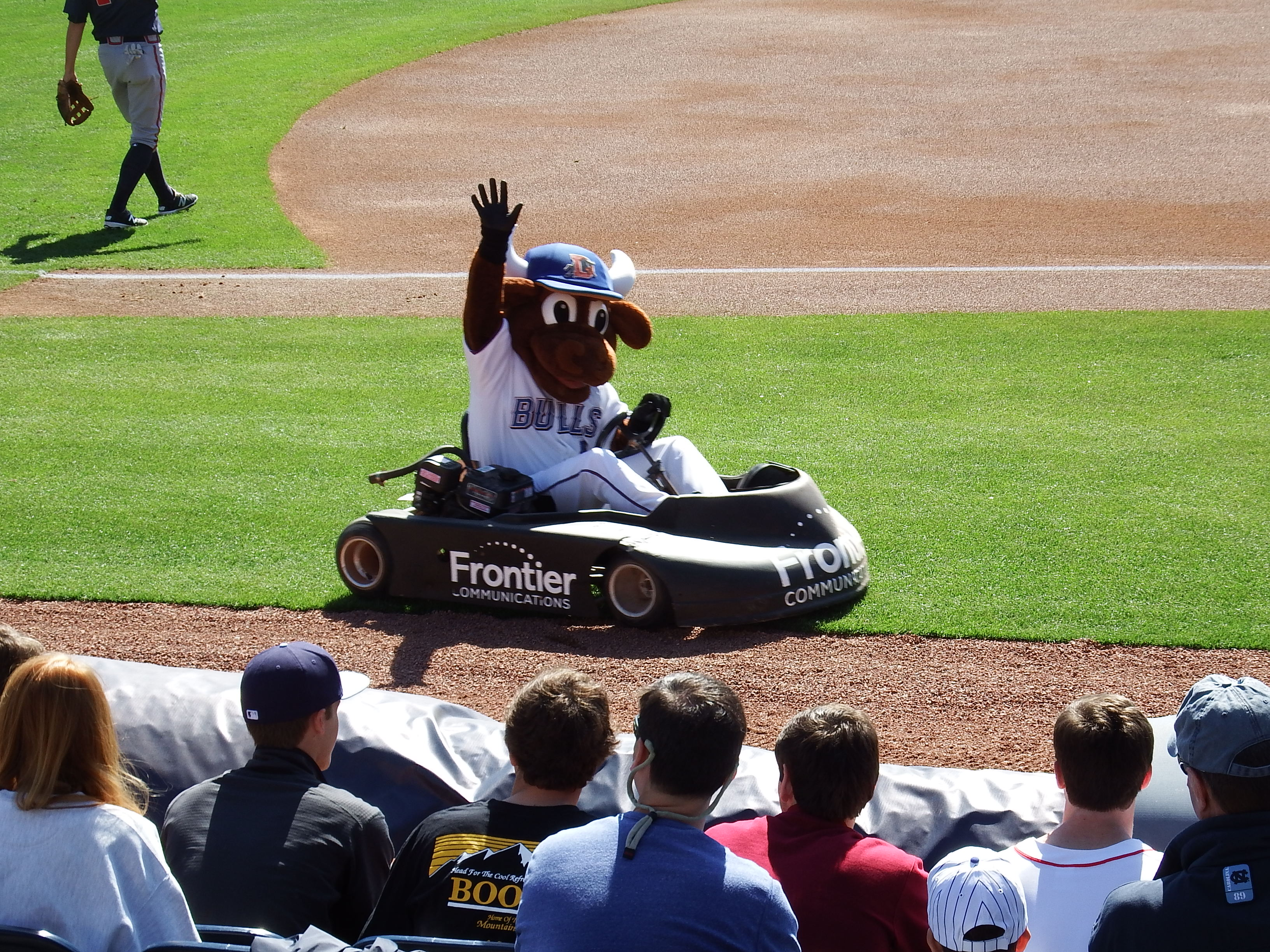
Wool E. Bull, la mascotte de l'équipe.
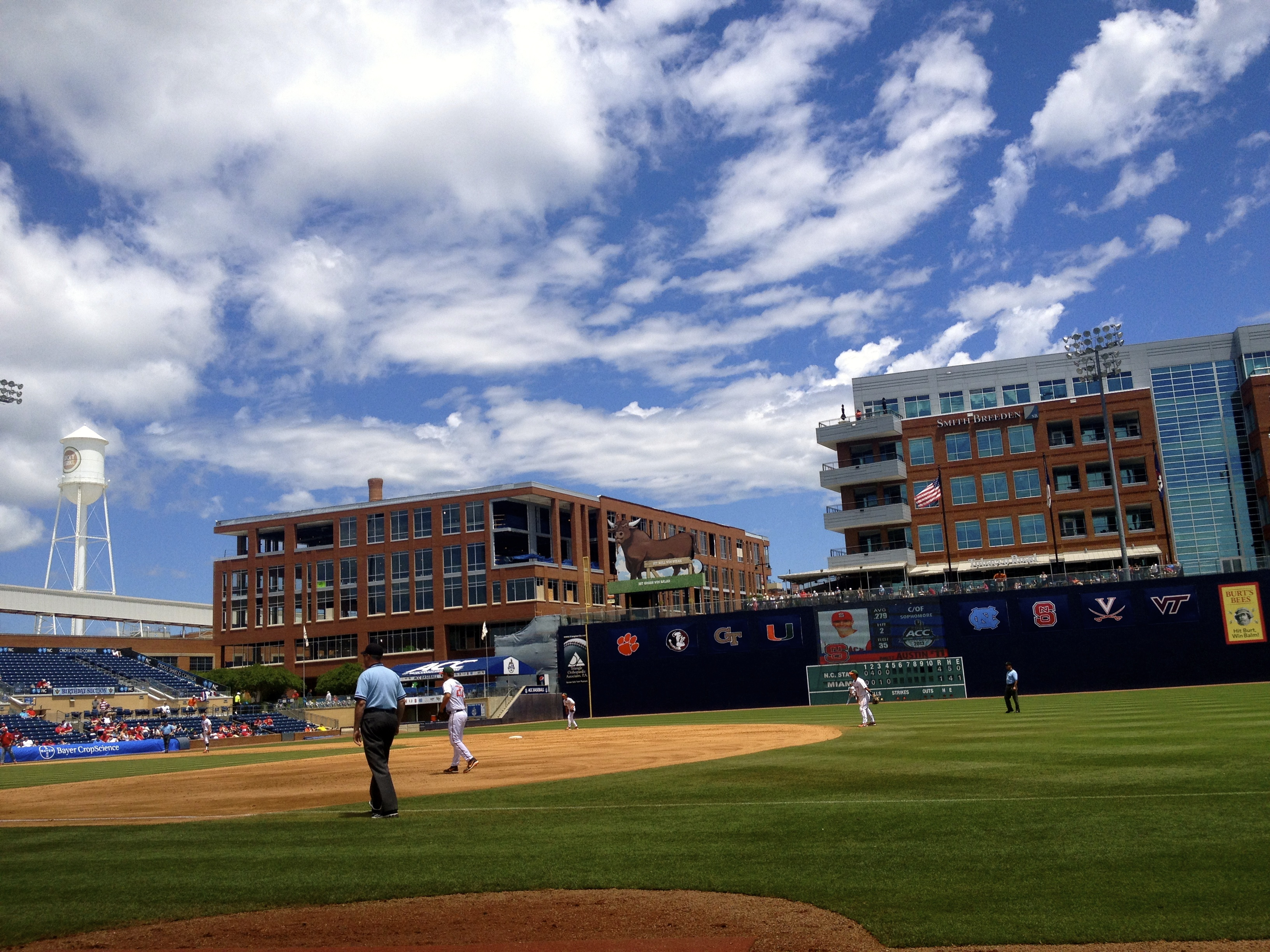
Vue de l'intérieur du stade.
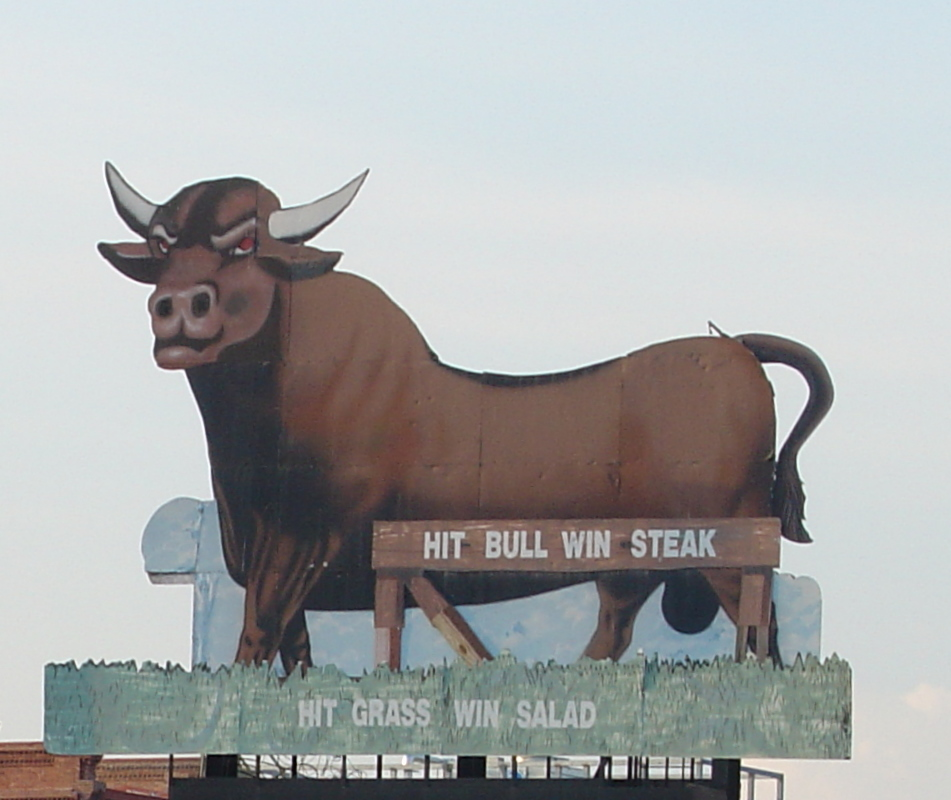
La traditionnelle pancarte du stade, représentant un taureau en colère.
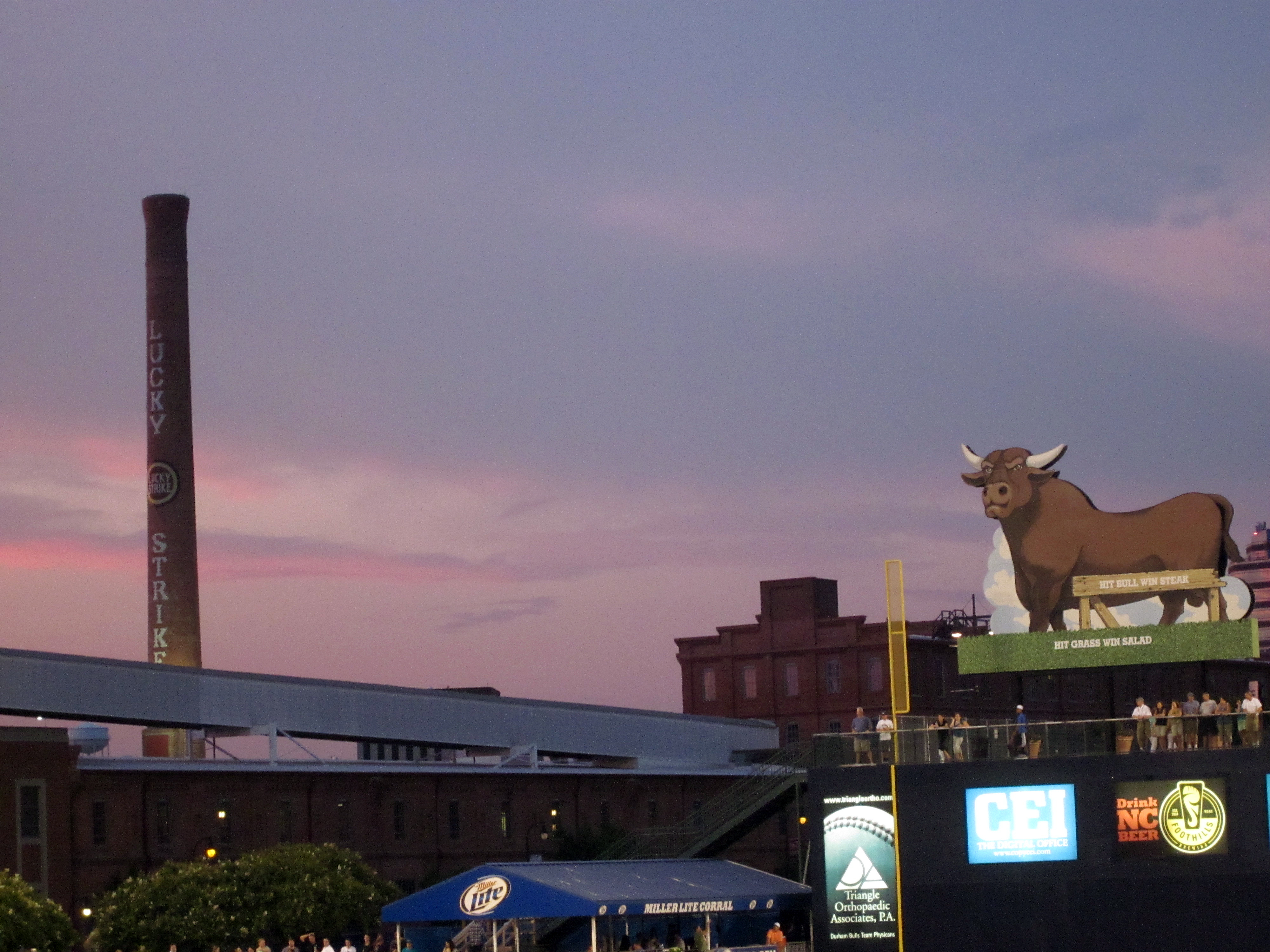
Panorama du stade, avec la cheminée Lucky Strike en arrière-plan.